# Svart humor

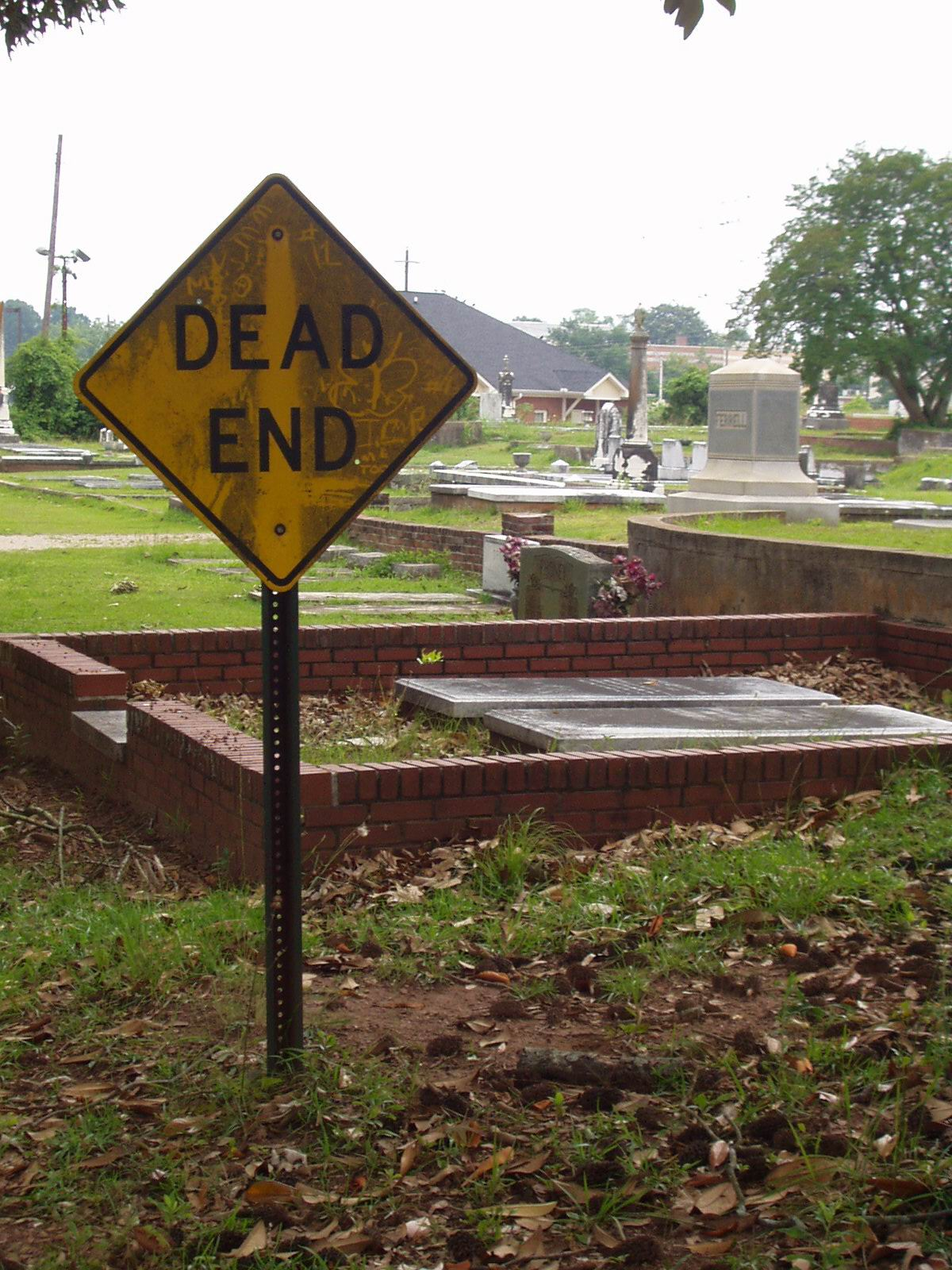
En typ av ordvits.

Svart humor eller mörk humor kan beskrivas som en speciell form av humor och satir kring dramatiska och allvarliga saker som döden (också kallad "makaber humor") eller krig, våld, alkohol, droger och liknande, så att det blir dråpligt humoristiskt.

## Historik
Själva uttrycket svart humor myntades av den franske författaren Joris-Karl Huysmans i en intervju han gjorde med sig själv om sitt författarskap, där bland annat "en nypa svart humor" var ett karaktäristiskt drag eller en ingrediens. Intervjun publicerades i veckobladet Les Hommes d'aujourd'hui år 1885. I mitten av 1930-talet började den franske surrealisten André Breton sätta samman en antologi med litterära texter på temat, hämtade från början av 1700-talet till mitten av 1900-talet. Hans Anthologie de l'humour noir, som publicerades första gången 1940 och som fick sin slutgiltiga form 1966, innebar ett utforskande av ämnet, liksom en fördjupad definition och i sista ändan ett alltmer utbrett användande av uttrycket. 
Idag kan det inom film och tv också kallas svart komedi. 
Att provocera är en viktig del i den svarta humorns väsen och ses vanligen som ett sätt att påverka dem som lyssnar och på så sätt också samhället i stort.

## Några kända exempel
| - Alla barnen-vitsar - Biafravitsar - Mamma, mamma-historier - Brakfesten - En fisk som heter Wanda - Dr. Strangelove eller: Hur jag slutade ängslas och lärde mig älska bomben - Frostbiten, vampyrfilm - Evil Ed, splatterfilm - Harold å Maude - Filmen M*A*S*H - Yrrol - Death at a Funeral - Trainspotting - Fargo, film av bröderna Coen - Very Bad Things - Häxor, läxor och dödliga lektioner, film om självmordshysteri i high school-miljö - Skenbart – en film om tåg, film - Torsk på Tallinn - Sling Blade, Billy Bob Thornton-film - Djävulens ABC, en ordbok - Moment 22, krigsroman - Trainspotting, roman | - Charles Addams tecknade serier, främst om Familjen Addams - Kurage, den hariga hunden - John Callahans tecknade serier - TV-serien M*A*S*H, som bygger på en roman - Scrubs, sjukhus-serie som skämtar om känsliga ämnen - It's Always Sunny in Philadelphia, TV-serie - Monty Python - Lorry - Killinggänget - Joe Ortons pjäser - The Angry Video Game Nerd, internetrecensent av datorspel och filmer - Portal |

### Datorspel

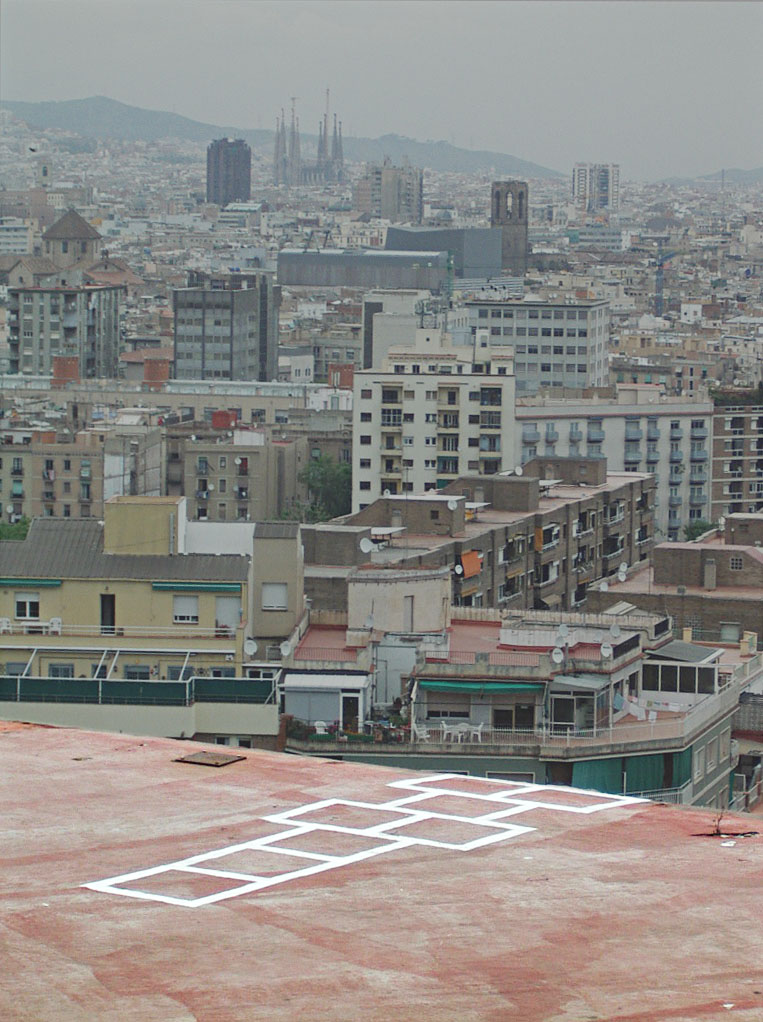
En hage att hoppa i någon dyster dag.